# سبلايس
سبلايس (بالإنجليزية: Splice)، هو فيلم كندي من نوع الخيال العلمي ورعب، أنتج سنة 2009م. تتحدث القصة عن إدخال مادة البروتين لتكوين شكل إنسان على هيئة مسخ. يعمل العالمان كليف وإليسا في مؤسسة للأبحاث الصيدلانية، ويحاولان خلط الحامض النووي للحيوانات المختلفة لعمل كائن جديد له مزايا جينية خاصة يمكن الاستفادة منها في صناعة أدوية جديدة.
يتمكن العالمان من صناعة كائن هجين، ثم يحاولان خلط الحامض الخاص بآخر بشري، حتى يتمكنا من تحسين وظائف الكائن الجديد. لكن لسوء حظهما تقرر إدارة المؤسسة إيقاف مشروعهما، ما يدفعهما نحو الاستمرار في تجربتهما سرا حتى يتمكنا من صناعة كائنهم نص البشري.
تنمو الكائنة بسرعة ليكتشفا تمتعها بذكاء كبير، ويطلقان عليها اسم درين، وبعد إغلاق معملهما يأخذان درين لمزرعة مهجورة، ويقومان بتربيتها كابنتهما.
لكن عندما تصل درين لمرحلة البلوغ تسبب لهما في مشكلات لم تخطر على بالهما.

## الممثلون
- أدريان برودي في دور كليفي نيكولي.
- سارة بولي في دور إيليا كارت.
- دلفين كانيك في دور دارين الماسخة.

## وصلات خارجية
- الموقع الرسمي
- Official Australian website
- سبلايس على موقع IMDb (الإنجليزية)
- سبلايس على موقع ميتاكريتيك (الإنجليزية)
- سبلايس على موقع روتن توميتوز (الإنجليزية)
- سبلايس على موقع نتفليكس (الإنجليزية)
- سبلايس على موقع قاعدة بيانات الأفلام العربية
- سبلايس على موقع ألو سيني (الفرنسية)
- سبلايس على موقع Turner Classic Movies (الإنجليزية)
- سبلايس على موقع أول موفي (الإنجليزية)
- سبلايس على موقع بوكس أوفيس موجو (الإنجليزية)
- سبلايس على موقع فيلمافينيتي (الإسبانية)
- Podcast Interview with Vincenzo Natali about Splice (daily.greencine.com) نسخة محفوظة 8 يونيو 2010 على موقع واي باك مشين.